# La Mure
La Mure är en kommun i departementet Isère i regionen Auvergne-Rhône-Alpes i sydöstra Frankrike. Kommunen ligger i kantonen La Mure som tillhör arrondissementet Grenoble. År 2022 hade La Mure 4 940 invånare.

## Befolkningsutveckling
Antalet invånare i kommunen La Mure
Referens:INSEE

## Personer från La Mure
- Pierre-Julien Eymard, fransk romersk-katolsk präst, ordensgrundare, helgon
- Jean-Eudes_Arnoux, fransk författare och filosof